# U-Jean

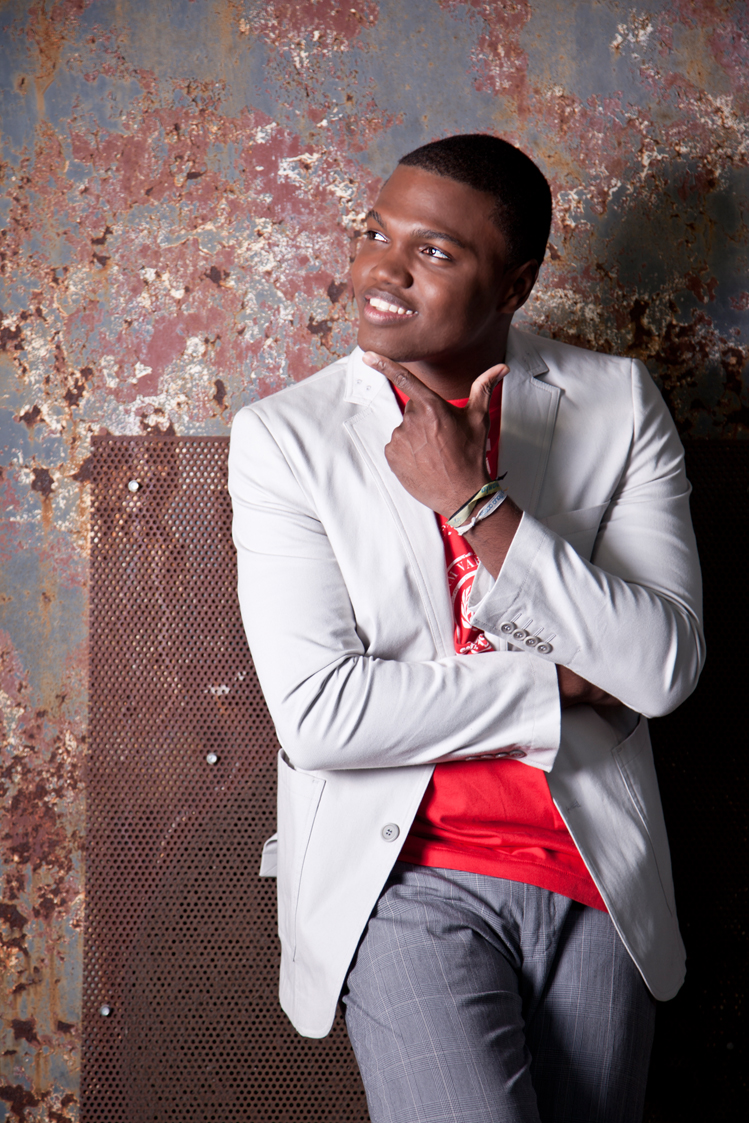
U-Jean (2012)

U-Jean (* als Alex Hutson in Atlanta, Georgia) ist ein US-amerikanisch-deutscher Pop- und EDM-Sänger, der durch seine Zusammenarbeit mit R.I.O. und dem Song Turn This Club Around bekannt wurde.

## Biografie

### Leben
U-Jean wurde in Atlanta geboren, wo er bei seinem Vater, der dort ein bekannter Gospel-Sänger war, aufwuchs. Nach seiner Schulzeit beschloss er, als US-Soldat nach Deutschland zu kommen. Kurz nach seiner Übersiedelung nach Darmstadt entschied er sich, bei der U. S. Europe Soldier Show in Schwetzingen vorzusprechen. Danach begann U-Jean seine berufliche Laufbahn als Sänger, mit über 200 Auftritten pro Jahr in ganz Europa. Im Juni 2008 beschloss er, die Armee zu verlassen.

### 2008–2010: Musikalische Anfänge
Er startete seine Karriere als Sänger der Band Sweet Soul Music Revue. U-Jean tritt nicht nur als Hip-Hop- und R&B-Sänger in Erscheinung, sondern auch als Produzent und Songwriter. Er trat auch mit der Frankfurter Band King Kamehameha Band auf.
Im Frühjahr 2010 gründete U-Jean mit seinem Produzenten-Partner das Musikproduktionsunternehmen Whazz Crackin Productions. Es besteht aus einer internationalen Gruppe von jungen Produzenten und Songwritern, die ähnlich wie in einem Plattenlabel Songs für neue Musiker schreiben, produzieren und mixen.

### 2011: Durchbruch bei Zooland Records
Nachdem er 2011 beim Songcontest Welcome to Europe mit seiner Eigenkomposition Nothing like This den 2. Platz belegt hatte, unterschrieb er einen Vertrag mit Zooland Records. Im Juni desselben Jahres veröffentlichte er seine Debüt-Single Heaven Is a Place on Earth. Der Song wurde zusammen mit dem deutschen Rapper Carlprit aufgenommen.
Gemeinsam mit dem deutschen Dance-Projekt R.I.O. nahm er danach den Song Turn This Club Around auf. Er erschien im September 2011 und stieg bis auf Platz eins der iTunes-Charts, wo er sich drei Wochen hielt. In den deutschen Singlecharts belegte das Stück Platz drei und in der Schweiz Platz eins. Das Stück erreichte auch i; England und Kanada die Hitparaden. In Deutschland, Österreich und in der Schweiz erhielt R.I.O. für über 150.000 verkaufte Einheiten des Songs eine goldene Schallplatte. Auch in den Jahrescharts von Deutschland, Österreich und der Schweiz war die Single vertreten. In Deutschland belegte sie Platz 48, in Österreich den 72. Platz und in der Schweiz erreichte der Song Platz 60.
Im November 2011 erschien seine zweite Single mit R.I.O. Sie trägt den Titel Animal. Der Song konnte in Deutschland bis auf Platz 48, in Österreich auf 33 und in der Schweiz auf Platz 51 steigen.

### 2012: That Girl und Summer Jam
Im Juni 2012 erschien über das Plattenlabel Kontor Records die Single That Girl, bei der er als Gastmusiker bei Mischa Daniels mitwirkte. Der Song konnte bereits nach einer Woche in die deutschen Single-Charts einsteigen und erreichte dort Platz 95, stieg aber bereits nach einer Woche wieder aus.
Seine fünfte Single Summer Jam wurde im Juli 2012 veröffentlicht. Der Titel ist ein Cover des gleichnamigen Songs vom The Underdog Project aus dem Jahre 2000. Bei diesem Song wirkte er erneut beim deutschen Dance-Projekt R.I.O. mit. Bereits eine Woche nach der Veröffentlichung stieg der Song in die Top 10 der deutschen Singlecharts ein und erreichte dort den siebten Platz. Auch in der Schweiz und Österreich konnte sich Summer Jam platzieren und wurde mit einem Einstieg auf Platz 2 seine zweite Singl, die es dort die Top 3 schaffte. Seit 2012 ist er das Gesicht von R.I.O. bei deren Liveauftritten.

### 2013: Zusammenarbeit mit DJ Antoine, R.I.O. und Mateo
2013 erschien DJ Antoines Album Sky Is the Limit, auf dem er als Sänger und Songwriter mehrerer Songs mitwirkte. Er sang die Titel You and Me, House Party und Give It Up for Love. House Party stieg, obwohl es nicht als Single erschien, bereits nach einer Woche als Albumtrack in die Charts von Deutschland und Österreich ein.
Im Mai 2013 erschien in erneuter Zusammenarbeit mit R.I.O. die Single Ready or Not. Auf iTunes stieg der Track in die Top-100 der Song-Charts. Auch in die deutschen Singlecharts stieg er auf Platz 54 ein. In Österreich erreichte Ready or Not Platz 40. In der Schweiz konnte sich das Lied auf Platz 66 der Top-100 platzieren.
Erneut in Zusammenarbeit mit R.I.O. wurde der Song Komodo (Hard Nights) aufgenommen. Er basiert auf dem gleichnamigen Titel Komodo des italienischen DJs Mauro Picotto und enthält Synthesizer-Elemente aus den Tracks The Code von W&W und Ummet Ozcan, sowie dem W&W Remix zu Armin van Buurens This Is What It Feels Like. Er erschien im September 2013 als Single. U-Jean gab kurz darauf bekannt, dass er an einem Song mit dem deutschen Musiker Mateo arbeitet. Dieser erschien auf dessen Debütalbum und trug den Titel Rodeo.

### Europatour mit R.I.O. undOne in a Million
2014 erfolgte erneute Zusammenarbeit mit dem DJ-Duo R.I.O, sie traten in zahlreichen Clubs in ganz Europa auf. Im Februar 2014 erfolgte in Japan die Veröffentlichung zweier Platten. Zum einen erschien die „Perfect Edition“ zu dem 2013 in Europa veröffentlichten Album Ready or Not sowie einem Remix der Single Turn this Club Around. Der Remix stammt von DJ Fumi★Yeah! und bildet gemeinsam mit dem Lied Komodo (Hard Nights) die Perfect Edition zu Ready or Not. Beide Veröffentlichungen erfolgten über R.I.O.s Plattenlabel Zooland Records und konnten die japanischen Charts erreichen.
Im Juli 2014 erschien in Zusammenarbeit mit dem DJ-Duo R.I.O. das Stück One in a Million. Bereits vor der offiziellen Veröffentlichung wurde das Lied bei iTunes zum Verkauf bereitgestellt und konnte am ersten Tag in die obere Hälfte vorrücken. Des Weiteren erfolgte ein Einstieg in die österreichischen Charts vor der eigentlichen Veröffentlichung.

## Diskografie
Singles

| Jahr | Titel Album                                       | Höchstplatzierung, Gesamtwochen, AuszeichnungChartplatzierungen (Jahr, Titel, Album, Platzierungen, Wochen, Auszeichnungen, Anmerkungen) | Höchstplatzierung, Gesamtwochen, AuszeichnungChartplatzierungen (Jahr, Titel, Album, Platzierungen, Wochen, Auszeichnungen, Anmerkungen) | Höchstplatzierung, Gesamtwochen, AuszeichnungChartplatzierungen (Jahr, Titel, Album, Platzierungen, Wochen, Auszeichnungen, Anmerkungen) | Höchstplatzierung, Gesamtwochen, AuszeichnungChartplatzierungen (Jahr, Titel, Album, Platzierungen, Wochen, Auszeichnungen, Anmerkungen) | Anmerkungen                                                              |
| Jahr | Titel Album                                       | DE | AT | CH | UK | Anmerkungen                                                              |
| --- | ------------------------------------------------- | --- | --- | --- | --- | ------------------------------------------------------------------------ |
| 2011 | Turn This Club Around                             | DE3 Platin · (27 Wo.)DE | AT5 (20 Wo.)AT | CH1 (20 Wo.)CH | UK36 (4 Wo.)UK | Erstveröffentlichung: 30. September 2011 mit R.I.O.; Verkäufe: + 300.000 |
| 2011 | Animal Turn This Club Around                      | DE48 (17 Wo.)DE | AT33 (11 Wo.)AT | CH51 (2 Wo.)CH | — | Erstveröffentlichung: 11. November 2011 mit R.I.O.                       |
| 2012 | That Girl –                                       | DE95 (1 Wo.)DE | — | — | — | Erstveröffentlichung: 18. Mai 2012 mit Mischa Daniels                    |
| 2012 | Summer Jam Turn This Club Around (Deluxe Edition) | DE7 (20 Wo.)DE | AT2 (18 Wo.)AT | CH2 (17 Wo.)CH | — | Erstveröffentlichung: 27. Juli 2012 mit R.I.O.                           |
| 2013 | Ready or Not                                      | DE54 (2 Wo.)DE | AT40 (3 Wo.)AT | CH64 (1 Wo.)CH | — | Erstveröffentlichung: 10. Mai 2013 mit R.I.O.                            |
| 2013 | Komodo (Hard Nights) –                            | DE58 (3 Wo.)DE | AT45 (2 Wo.)AT | CH45 (1 Wo.)CH | — | Erstveröffentlichung: 27. September 2013 mit R.I.O.                      |
| 2014 | One in a Million –                                | DE51 (3 Wo.)DE | AT62 (4 Wo.)AT | CH62 (1 Wo.)CH | — | Erstveröffentlichung: 4. Juli 2014 mit R.I.O.                            |
| 2015 | Paradise –                                        | — | — | CH27 (2 Wo.)CH | — | Erstveröffentlichung: Juli 2015 mit Mike Candys                          |
| Folgende Lieder erschienen nicht als Single, wurden aber durch das Album zum Download und Streaming bereitgestellt und konnten somit eine Platzierung erlangen: |                                                   | | | | |                                                                          |
| |                                                   | | | | |                                                                          |
| 2013 | House Party Sky Is the Limit                      | DE44 Gold · (7 Wo.)DE | AT22 (27 Wo.)AT | CH40 (2 Wo.)CH | — | Verkäufe: + 150.000 mit DJ Antoine vs. Mad Mark feat. B-Case             |

Weitere Singles
- 2011: Heaven Is a Place on Earth (feat. Carlprit)